# أيغيل نيلسن
أيغيل نيلسن (بالدنماركية: Eigil Nielsen)‏ هو لاعب كرة قدم دنماركي، ولد في 6 ديسمبر 1948 في تارس ‏ في الدنمارك. شارك مع منتخب الدنمارك لكرة القدم. أما مع النوادي، فقد لعب مع كوبنهاغن بولدكلوب ونادي بازل ونادي فينترتور ونادي لوزيرن.

## وصلات خارجية
- أيغيل نيلسن على موقع قاعدة بيانات كرة القدم.إي يو (الإنجليزية)
- أيغيل نيلسن على موقع ناشيونال فوتبول تيمز (الإنجليزية)
- أيغيل نيلسن على موقع عالم كرة القدم.نت (الإنجليزية)